# 胡安娜·玛丽亚
胡安娜·玛丽亚（英語：Juana Maria；？—1853年10月19日），歷史上知名於聖尼古拉斯島最孤獨的女人（她的原名不詳），是一名加州原住民，她所屬部落Nicoleño最後的生還者。她由1835年起，獨自在上加利福尼亞省對岸的聖尼古拉斯島生活，至1853年才離開該島。司各特·奥台尔的得獎兒童小說藍色海豚島便取材自她的故事。她是Nicoleño語的最後使用者。